# Badulla (Distrikt)
Koordinaten: 6° 59′ N, 81° 4′ O
Der Distrikt Badulla (singhalesisch බදුල්ල පරිපාලන දිස්ත්‍රික්කය badūlla paripālana distrikkaya; Tamil பதுளை மாவட்டம் Patuḷai māvaṭṭam) ist ein Distrikt in der Provinz Uva in Sri Lanka. Der Hauptort ist Badulla.

## Geografie
Der Distrikt Badulla liegt südlichen Binnenland Sri Lankas und gehört zur Provinz Uva in Sri Lanka. Nachbardistrikte sind Ampara im Norden und Nordosten, Moneragala im Osten und Süden, Ratnapura im Südwesten, Nuwara Eliya und Kandy im Westen und Matale im Nordwesten.
Der Distrikt Badulla hat eine Fläche von 2861 Quadratkilometern (davon 2827 Quadratkilometer Land und 34 Quadratkilometer Binnengewässer). Damit ist er der flächenmäßig achtgrößte Distrikt Sri Lankas.

## Bevölkerung
Nach der Volkszählung 2012 hat der Distrikt Badulla 815.405 Einwohner.   Mit 288 Einwohnern pro Quadratkilometer liegt die Bevölkerungsdichte knapp unter dem Durchschnitt Sri Lankas (325 Einwohner pro Quadratkilometer). Von den Bewohnern waren 391.948 (48,07 %) männlichen und 423.457 (51,93 %) weiblichen Geschlechts. Die Bevölkerung ist ausgesprochen jung. Dies verdeutlicht ein Blick auf die Altersverteilung.
| Alter  | 0–9 Jahre | 10–19 Jahre | 20–29 Jahre | 30–39 Jahre | 40–49 Jahre | 50–59 Jahre | 60–79 Jahre | 80 Jahre und mehr |
| Anzahl | 147.472   | 137.805     | 115.694     | 115.133     | 110.127     | 93.733      | 86.144      | 9.297             |
| Anteil | 18,09 %   | 16,90 %     | 14,19 %     | 14,12 %     | 13,51 %     | 11,50 %     | 10,56 %     | 1,14 %            |

### Bevölkerung des Distrikts nach Volksgruppen
Singhalesen
Die große Mehrheit der Einwohner des Distrikts Badulla sind Singhalesen. Sie stellen in allen DS Divisions mit Ausnahme von Lunugala (41,41 %) die Bevölkerungsmehrheit. In den DS Divisions Haldummulla (51,75 %), Haputale (53,83 %) und Passara (55,94 %) allerdings nur mit knappen Mehrheiten. Ihr Anteil bewegt sich zwischen 41,41 % in Lunugala und 99,57 % in Rideemaliyadda.
Indische Tamilen
Während der Kolonialzeit zugewanderte Tamilen aus Indien bilden die zweitstärkste Bevölkerungsgruppe. In der DS Division Lunugala stellen sie mit 52,08 % eine knappe Bevölkerungsmehrheit. In Haldummulla (41,37 %), Passara (37,11 %), Haputale (34,85 %), Hali Ela (27,88 %) und Ella (26,53 %) gehören mehr als 25 % der Einwohnerschaft zu ihrer Volksgruppe. Ihr Anteil bewegt sich zwischen 0,09 % in Rideemaliyadda und 52,08 % in Lunugala.
Moors
Eine kleinere Minderheit sind die Moors oder tamilischsprachigen Muslimen. In den DS Divisions Welimada (16,60 %) und Badulla (9,37 %) stellen sie die höchsten Bevölkerungsanteile ihrer Ethnie. Ihr Anteil bewegt sich zwischen 0,03 % in Rideemaliyadda und 16,60 % in Welimada.
Sri-lankische Tamilen
Sri-lankische Tamilen sind nur eine kleine Minderheit. Ihr Anteil bewegt sich zwischen 0,23 % in Mahiyanganaya und 6,32 % in Bandarawela.
| Jahr                                                    | Singhalesen1 | Singhalesen1 | Sri-Lanka-Tamilen2 | Sri-Lanka-Tamilen2 | Tamilen aus Indien2 | Tamilen aus Indien2 | Moors3 | Moors3 | Burgher | Burgher | Malaien | Malaien | Andere4 | Andere4 | Gesamt  | Gesamt   |
| Jahr                                                    | Zahl         | %            | Zahl               | %                  | Zahl                | %                   | Zahl   | %      | Zahl    | %       | Zahl    | %       | Zahl    | %       | Zahl    | %        |
| ------------------------------------------------------- | ------------ | ------------ | ------------------ | ------------------ | ------------------- | ------------------- | ------ | ------ | ------- | ------- | ------- | ------- | ------- | ------- | ------- | -------- |
| 1981                                                    | 443.024      | 69,12 %      | 37.520             | 5,85 %             | 129.498             | 20,20 %             | 26.600 | 4,15 % | 613     | 0,10 %  | 1.419   | 0,22 %  | 2.278   | 0,36 %  | 640.952 | 100,00 % |
| 2001                                                    | 564.752      | 72,41 %      | 29.542             | 3,79 %             | 143.535             | 18,40 %             | 38.798 | 4,97 % | 583     | 0,07 %  | 1.813   | 0,23 %  | 960     | 0,12 %  | 779.983 | 100,00 % |
| 2012                                                    | 595.372      | 73,02 %      | 21.880             | 2,68 %             | 150.484             | 18,46 %             | 44.716 | 5,48 % | 992     | 0,12 %  | 1.351   | 0,17 %  | 610     | 0,07 %  | 815.405 | 100,00 % |
| Quelle: Volkszählungen in Sri Lanka 1981, 2001 und 2012 |              |              |                    |                    |                     |                     |        |        |         |         |         |         |         |         |         |          |

1 Tiefland- und Kandy-Singhalesen zusammen2 Sri-Lanka-Tamilen und indische Tamilen separat 3 nur sri-lankische Moors4 davon 2001 184 Sri Lanka Chetties und 264 Bharathas; 2012 66 Sri Lanka Chetties und 16 Bharathas

### Bevölkerung des Distrikts nach Bekenntnissen
Fast alle singhalesischen Einwohner Anuradhapuras hängen dem Buddhismus an, während die Moors und Malaien sich allesamt zum Islam bekennen. Zweitstärkste Religion ist der Hinduismus, dem die große Mehrheit der indischen und sri-lankischen Tamilen angehört. Das Christentum, dem eine Minderheit der Tamilen und die Burgher angehören ist nur eine kleine Minderheitenreligion.
| Jahr                                                    | Buddhisten | Buddhisten | Hindus  | Hindus  | Muslime | Muslime | Katholiken | Katholiken | andere Christen | andere Christen | Andere | Andere | Gesamt  | Gesamt   |
| Jahr                                                    | Zahl       | %          | Zahl    | %       | Zahl    | %       | Zahl       | %          | Zahl            | %               | Zahl   | %      | Zahl    | %        |
| ------------------------------------------------------- | ---------- | ---------- | ------- | ------- | ------- | ------- | ---------- | ---------- | --------------- | --------------- | ------ | ------ | ------- | -------- |
| 1981                                                    | 440.755    | 68,77 %    | 156.037 | 24,34 % | 29.317  | 4,57 %  | 11.529     | 1,80 %     | 3.081           | 0,48 %          | 233    | 0,04 % | 640.952 | 100,00 % |
| 2001                                                    | 561.510    | 71,99 %    | 158.473 | 20,32 % | 41.347  | 5,30 %  | 13.236     | 1,70 %     | 5.242           | 0,67 %          | 175    | 0,02 % | 779.983 | 100,00 % |
| 2012                                                    | 591.799    | 72,58 %    | 157.608 | 19,33 % | 47.192  | 5,79 %  | 12.020     | 1,47 %     | 6.615           | 0,81 %          | 171    | 0,02 % | 815.405 | 100,00 % |
| Quelle: Volkszählungen in Sri Lanka 1981, 2001 und 2012 |            |            |         |         |         |         |            |            |                 |                 |        |        |         |          |

### Bedeutende Orte
Einziger großer Ort des Distrikts ist Badulla. Die wichtigsten Orte sind:

## Geschichte
1958 wurde der heutige Distrikt Moneragala von Badulla abgetrennt.

## Lokalverwaltung
Der Vorsteher des Distrikts trägt den Titel District Secretary. Der Distrikt ist weiter in fünfzehn Divisionen (unter einem Division Secretary) unterteilt. Die Städte und größeren Orte haben eine eigene Verwaltung (Gemeindeparlament oder Gemeinderat). Es gibt 567 Dorfverwaltungen (Grama Niladharis) für die 1991 Dörfer im gesamten Distrikt.
| Name             | Hauptort       | Einwohner 2012 | Fläche in km² | Dichte | GN  | Dörfer |
| Badulla          | Badulla        | 75.042         | 51            | 1.471  | 29  | 44     |
| Bandarawela      | Bandarawela    | 65.502         | 71            | 923    | 35  | 118    |
| Ella             | Ella           | 45.181         | 111           | 407    | 32  | 106    |
| Haldummulla      | Haldummulla    | 37.558         | 412           | 91     | 39  | 183    |
| Hali-Ela         | Hali-Ela       | 90.571         | 165           | 549    | 57  | 227    |
| Haputale         | Haputale       | 49.798         | 72            | 692    | 26  | 92     |
| Kandaketiya      | Kandaketiya    | 23.075         | 157           | 147    | 26  | 111    |
| Lunugala         | Lunugala       | 31.381         | 144           | 218    | 28  | 82     |
| Mahiyanganaya    | Mahiyanganaya  | 75.776         | 601           | 126    | 35  | 144    |
| Meegahakivula    | Meegahakivula  | 19.719         | 105           | 188    | 20  | 97     |
| Passara          | Passara        | 48.807         | 136           | 359    | 41  | 125    |
| Rideemaliyadda   | Rideemaliyadda | 51.618         | 431           | 120    | 42  | 170    |
| Soranathota      | Ridipana       | 22.571         | 79            | 286    | 25  | 103    |
| Uva Paranagama   | Uva Paranagama | 77.998         | 138           | 565    | 68  | 121    |
| Welimada         | Welimada       | 100.808        | 188           | 536    | 64  | 268    |
| Distrikt Badulla | Badulla        | 815.405        | 2.827         | 288    | 567 | 1.991  |